# 福岛晋一
福島晋一（日语：／ Fukushima Shin'ichi，1971年9月13日—），长野县出身，日本男子自行车运动员。他曾代表日本参加2002年亚洲运动会自行车比赛，获得一枚银牌。弟弟福岛康司同样也是自行车运动员。